# William Keith
Sir William Keith, Quarto Baronetto di Ludquham (Boddam Castle, 1669 – Londra, 18 novembre 1749), è stato un politico e funzionario scozzese.

## Biografia
William Keith nacque nelle vicinanze di Peterhead, in Scozia. Il padre si chiamava William e la madre Jane Smith.
Dopo la Gloriosa Rivoluzione la famiglia Keith, di simpatie giacobite, riparò a Saint-Germain-en-Laye, al seguito di re Giacomo II. Alla fine del Seicento la famiglia Keith era caduta in disgrazia, poiché il padre aveva molto indebitato. Successivamente studiò all'Università di Aberdeen.
Nel 1702 aveva preso il posto di Commissario alle Provvigioni nell'Aberdeenshire.
Poiché la famiglia Keith era nota di aver avuto simpatie giacobite, nel 1703 sir William fu arrestato a seguito di un suo coinvolgimento nella cospirazione di Simon Fraser.
Una decina di anni dopo, quando andarono al potere i Tories, Keith fu nominato sovrintendente generale nel distretto meridionale del Nordamerica. Arrivò in Virginia nel 1713, tuttavia fu sostituito già nel 1715. Infatti, dopo le insurrezioni del 1715, molti simpatizzanti della dinastia giacobita furono estromessi dai posti pubblici.
Dopo un breve ritorno in Inghilterra, Keith si candidò a governatore della Provincia della Pennsylvania. Grazie ad alcuni buoni uffici, il posto gli fu concesso nel 1716. Arrivò in Pennsylvania con la famiglia nel 1717 e si insediò in una residenza ad Horsham nella Contea di Montgomery. Keith rimase governatore della Pennsylvania fino al 1726, ebbe un buon rapporto con il Consiglio locale e con i Quaccheri, la fazione dominante in quel momento.
Durante il suo impegno in Pennsylvania, nel 1721 morì il padre, lasciando molti debiti agli eredi. William ereditò il titolo di baronetto di Ludquham.
Ritornato in Inghilterra, collaborò con il Board of Trade e continuò a trattare di questioni coloniali.
Per la sua situazione di insolvenza, Keith finì anche in prigione. Morì nel 1749.